# Тацинская (станция)
Та́цинская — промежуточная станция Ростовского региона Северо-Кавказской железной дороги на неэлектрифицированной двухпутной линии Лихая — Морозовская. Расположена на территории станицы Тацинской Тацинского района Ростовской области России.

## История
В конце XIX века акционерное общество строительства железных дорог Юга России начало проводить изыскательские работы для строительства линии Лихая—Царицын. 
По одному из вариантов дорога прокладывалась через земли помещика Е. С. Тацина (Тацын). Акционерное общество обратилось к нему и предложило большую сумму денег. Отказавшись от денег Е. С. Тацин поставил одно условие: станция, проектируемая на сотой версте новой дороги, должна быть названа его именем. Условие было  принято и в дальнейшем выполнено.
В 1898 году железнодорожная ветка Лихая—Царицын вступила в строй. Первым начальником новой станции Тацинской стал Н. Ф. Леонтьев. 
В журнале (протоколе) областного управления войска Донского от 15 октября 1894 года отмечалось: 

«х. Таловый находится при станции Тацинской Восточно Донецкой линии Юго-Восточной железной дороги. На станции образовался бойкий торговый пункт и хлебная ссыпка, благодаря чему торговля быстро развивается».

Строительство станции послужило толчком к развитию хутора Талового, к станции в октябре 1904 года переносится станица Ермаковская (теперь – Ново-Ермаковская).
В 1942 году аэродром рядом со станцией служил одной из начальных баз воздушного моста, служившего для снабжения окруженной армии Паулюса.
Во время вторжения России на Украину станция неоднократно подвергалась атакам украинских беспилотников.

## Пассажирское сообщение
Дальнее:
| Круглогодичное обращение поездов | Круглогодичное обращение поездов | Круглогодичное обращение поездов | Круглогодичное обращение поездов |
| № поезда                         | Маршрут движения                 | № поезда                         | Маршрут движения                 |
| -------------------------------- | -------------------------------- | -------------------------------- | -------------------------------- |
| 339                              | Нижний Новгород — Новороссийск   | 340                              | Новороссийск — Нижний Новгород   |

| Сезонное обращение поездов | Сезонное обращение поездов | Сезонное обращение поездов | Сезонное обращение поездов |
| № поезда                   | Маршрут движения           | № поезда                   | Маршрут движения           |
| -------------------------- | -------------------------- | -------------------------- | -------------------------- |
| 241                        | Иркутск — Адлер            | 242                        | Адлер — Иркутск            |
| 269                        | Чита — Адлер               | 270                        | Адлер — Чита               |
| 475                        | Москва — Адлер             | 476                        | Адлер — Москва             |
| 477                        | Челябинск — Адлер          | 478                        | Адлер — Челябинск          |
| 515                        | Ижевск — Анапа             | 516                        | Анапа — Ижевск             |

Пригородное:
| Пригородное сообщение | Пригородное сообщение | Пригородное сообщение | Пригородное сообщение |
| № поезда              | Маршрут движения      | № поезда              | Маршрут движения      |
| --------------------- | --------------------- | --------------------- | --------------------- |
| 6915                  | Морозовская — Лихая   | 6916                  | Лихая — Морозовская   |